# Isneauville
Isneauville è un comune francese di 2 547 abitanti situato nel dipartimento della Senna Marittima nella regione della Normandia.

## Società

### Evoluzione demografica
Abitanti censiti